# رومان كولون
رومان كولون (بالإنجليزية: Román Colón)‏ هو لاعب كرة قاعدة دومينيكاوي، ولد في 13 أغسطس 1979 في مونتي كريستي في جمهورية الدومينيكان.

## وصلات خارجية
- رومان كولون على موقع دوري كرة القاعدة الرئيسي (الإنجليزية)
- رومان كولون على موقع دوري كوريا الجنوبية لكرة القاعدة (الإنجليزية)
- رومان كولون على موقعبيزبول رفرنس.كوم (الدوري الرئيسي) (الإنجليزية)
- رومان كولون على موقعبيزبول رفرنس.كوم (الدوري الثانوي) (الإنجليزية)
- رومان كولون على موقع إي إس بي إن.كوم (أم.أل.بي) (الإنجليزية)
- رومان كولون على موقع مشجعي الرسوم البيانية (الإنجليزية)